# Luis Arenal Bastar
Luis Arenal Bastar (Teapa, Tabasco en 1908 o 1909 - Ciudad de México, 7 de mayo de 1985) fue un pintor, grabador y escultor mexicano. Fue miembro fundador de la Liga de Escritores y Artistas Revolucionarios y el Taller de Gráfica Popular y del Salón de la Plástica Mexicana. Además, creó murales y otras obras monumentales de la Ciudad de México y Guerrero.

## Biografía
Arenal nació en 1909 en Teapa, Tabasco, en el sur de México. Su familia se trasladó a Aguascalientes pero cuando su padre murió luchando en la Revolución Mexicana, él y su madre y sus hermanos, Bertha,Angelica y Leopoldo se mudaron a la Ciudad de México.
Asistió a una escuela parroquial hasta los 13 años, cuando fue expulsado por leer literatura gay. Arenal luego estudió ingeniería mecánica durante dos años, y luego emigró a Los Ángeles en 1924, donde estudió arquitectura en tanto que trabajaba lavando latas de gasolina. En 1926 regresó a México y trabajó como traductor en una oficina de publicidad.
De 1927 a 1928, estudió Derecho y escultura en la Escuela Nacional de Artes Plásticas. En 1929, regresó a los EE. UU. estudiaba en la Universidad de Arizona y trabajó en restaurantes. Comenzó su carrera artística exponiendo y pintando murales en California, de nuevo volvió a México.
Arenal fue políticamente activo promoviendo causas de izquierda y el comunismo. Se fue con Roberto Berdecio como delegado al primer Congreso de Artistas Americanos " en Nueva York en 1936. De 1940 a 1943 viajó por América del Sur. En 1946, se casó con Macrina Rabadán Santana, maestra, líder político y feminista, con quien no tuvo hijos.
Murió el 7 de mayo de 1985 en la Ciudad de México.

## Carrera y Trayectoria
Su carrera en el arte ha incluido xilografía, litografía, pintura y escultura. Comenzó en serio en 1930, cuando él comenzó a exhibir su obra en Laguna Beach, Los Ángeles, Redlands y San Bernadino. Cuando David Alfaro Siqueiros llegó a Los Ángeles en 1932, trabajó con él en los murales de la Escuela de Arte Chouinard. Esto incluyó un fresco sobre cemento llamado "La América Tropical." Durante este tiempo, él también era miembro de un grupo llamado los pintores murales bloque junto con Jean Abel[¿quién?], Jackson Pollock, Dean Cornwell y Radich[¿quién?].
En 1933, regresó a México, donde su obra tuvo una inclinación más política. La primera vez que se convirtió en el presidente de un grupo llamado Liga Mexicana contra la Guerra y el Fascismo. En 1934, fue miembro fundador y primer secretario de la Liga de Escritores y Artistas Revolucionarios. Él trabajó para hacer propaganda contra la guerra y el fascismo y apoyando el comunismo, fundando la revista del grupo Frente a Frente en 1935 junto con Juan de la Cabada.
En 1936, se trasladó a Nueva York para una reunión política y se mantuvo ahí hasta 1937, pintando murales en el Bellevue Hospital Center y exponiendo su trabajo.
A su regreso, en 1937, fundó el Taller de Gráfica Popular con Leopoldo Méndez y Pablo O'Higgins, participando en todas las exposiciones colectivas de la organización.
A partir de 1937 la mayor parte de la década de 1940, hizo varios murales y otras obras monumentales. En 1937, trabajó con Siqueiros en los murales "Retrato de la burguesía" y "La Marcha de la Humanidad. En 1939-1940 trabajó en el mural de los Sindicato Mexicano de Electricistas, junto con Josep Renau, Antonio Pujol, Antonio Rodríguez Luna y Miguel Prieto Anguita.
De 1944 a 1945 se crearon dos esculturas, una en piedra y la otra en el hormigón para completar un mural de Siqueiros en el Centro de Arte Moderno de la Ciudad de México llamado Cuauhtémoc contra el mito. Entre 1946 y 1947 trabajó en proyectos de construcción en el estado de Guerrero. También creó un monumento en Cuetzala del Progreso, Guerrero. En 1948, se creó un mural sobre paneles de masonita para una escuela rural en Arcelia, Guerrero. Él pintó la escalera del gobierno del estado de Guerrero palacio desde 1949 a 1952.
En 1949 se fundó una revista llamada 1945-1946, actuando como jefe de redacción y diseño gráfico. Ese mismo año, él también creó los grabados de un libro llamado Estampas de Guerrero. 
Fue miembro fundador del Salón de la Plástica Mexicana.
En 1955, fue uno de los fundadores del Instituto Regional de Bellas Artes en Acapulco.
Luis Arenal era un asiduo colaborador de su cuñado David Alfaro Siqueiros y también le ayudo en la realización de los murales del Polyforum Cultural Siqueiros desde 1964 hasta 1970 donde tristemente su sobrina Elena Electa Arenal Huerta hija de su hermano Leopoldo y Elena Huerta perdería la vida al caer de un andamio .
De 1972 a 1976 Luis Arenal se hizo cargo del proyecto para el Museo Cabeza de Juárez en Iztapalapa, junto con el arquitecto Lorenzo Carrasco, el proyecto originalmente le había sido asignado a David Alfaro Siqueiros pero por motivos de salud el muralista mexicano se lo asignó a su cuñado.